# Mouresi (Griekenland)
Mouresi (Grieks: Μουρέσι) is een dorp en een gemeente in Magnesia, Thessalië, Griekenland. Het is gelegen in het noordoostelijke deel van het schiereiland Pilion. Sinds de hervorming van de lokale overheid in 2011 maakt het deel uit van de gemeente Zagora-Mouresi, waarvan het een gemeentelijke eenheid is. In 2011 bestond de bevolking van het dorp Mouresi uit 485 mensen, die van de gemeente Mouresi uit 548 en van de gemeentelijke eenheid uit 2475 mensen.

## Geografie
De gemeentelijke eenheid Mouresi beslaat het noordoostelijke deel van het schiereiland Pilion en ligt aan de oostkant van het Piliogebergte, aan de Egeïsche Zeekust. Het gebied is bergachtig en dicht bebost. Het grootste dorp is Tsangkarada (525 inwoners in 2011). Het dorp Mouresi ligt op 310 meter hoogte, 1,5 kilometer ten noordwesten van Tsangkarada, 2 kilometer ten zuidoosten van Agios Dimitrios en 7 kilometer ten zuidoosten van Zagora.

## Inwoners
| Jaar | Inwoners |
| ---- | -------- |
| 2001 | 588      |
| 2011 | 485      |